# 小行星3201
小行星3201（3201 Sijthoff）是一颗围绕太阳公转的小行星。1960年9月24日，C. J. 万·豪敦、I. 万·豪敦-格勒内费尔德、T. 赫雷爾斯在帕洛马山发现了此天体。
該小行星以荷蘭出版商艾伯特·喬治·西霍夫（Albert Georg Sijthoff）命名。
这颗小行星的绝对星等为53.39537567496739等。